# Зеноново
Зеноново (біл. вёска Зенанова) — село в складі Вілейського району Мінської області, Білорусь. Село підпорядковане Іжовській сільській раді, розташоване в північній частині області.

## Історія
У 1921–1945 роках село знаходилось у Польщі, у Вільнюськім воєводстві, Вілейського повіту, у гміні Ілля, з 1932 у гміні Вішнева.

## Населення
- 1921 рік — 15 людини, 1 будинків[1].
- 1931 рік — 124 людини, 23 будинків[2].